# Estadio Regional Nyamirambo
El Estadio Regional Nyamirambo (en francés: Stade Régional Nyamirambo) es un estadio de usos múltiples en la ciudad de Kigali, la capital del país africano de Ruanda. Actualmente se utiliza sobre todo para los partidos de fútbol y es la sede del AS Kigali y el Rayon Sport FC. 
Tiene una superficie de césped artificial, y una capacidad máxima estimada de 22 mil espectadores. Una Firma Sudafricana se encargó de renovar el estadio.